# Boronía
La boronía est un plat d'origine arabo-andalouse typique de la région occidentale de la côte caraïbe colombienne (départements de Córdoba, Sucre, Bolívar y Atlántico).
Ce plat se cuisine avec des aubergines cuites réduites en purée et des bananes plantains mûres cuites pour former une crème ; on y ajoute de l'oignon et de l'ail dorés dans de l'huile ou du saindoux et on assaisonne avec du sel et du vinaigre.